# Luis Araque Sancho
Luis Araque Sancho (Saragossa, 15 de setembre de 1914 - Madrid, 16 d'abril de 1971) fou un metge compositor, pianista, director d'orquestra i arranjista que treballa amb Machín, Sepúlveda o Guardiola.
Luis fou un estudiant modèlic i intel·ligent, que aconseguí el batxillerat amb premi extraordinari i matricula d'honor. Ingressà en el Conservatori i cursà estudis de piano amb el mestre Ramon Salvador; quan esclatà la Guerra Civil, el 1936, ja havia havia realitzat cinc cursos sencers; amb tan sols 18 anys, ja havia sol·licitat l'admissió en l'Associació de Professors de Musics de Saragossa.
Autor de la Suite gallega en quatre temps. Va publicar nombrosos treballs sobre música moderna a més de compondre; pasdobles, boleros, etc. que encara avui s'escolten en sessions de Festa Major arreu del País.